# Министерство на благоустройството и градското развитие на САЩ
Министерството на благоустройството и градското развитие на САЩ (на английски: United States Department of Housing) е един от изпълнителните департаменти на правителството на САЩ.
Основано е на 9 септември 1965 година от президента Линдън Джонсън. Управлява се от секретар по благоустройството и градското развитие.